# 上山義房
上山 義房（かみのやま よしふさ、生年不明 - 1520年）は、出羽国の戦国武将。上山城主。子に武衛義忠。武衛義房、最上義房とも。

## 概要
上山氏は里見氏の一門の天童氏分族で、血縁的には最上氏の祖斯波兼頼の孫である天童頼直が子の満長を上山に配したことから始まる。

### 生涯
永正年間伊達氏はたびたび上山領に侵入し、永正5年（1508年）居城高楯城を落とされてしまう。義房はわずかな家臣と逃亡し、天童城に潜伏。高楯城には伊達家の小梁川真範が入った。永正11年（1514年）2月伊達稙宗が村山地方に侵入すると最上氏・天童氏・山野辺氏・寒河江氏などと長谷堂で合戦となった。最上義定はこれに敗北し、12月伊達稙宗の妹を娶ることで和議を結び、実質的に傘下となった。
永正17年（1520年）最上義定が継嗣の無いまま没すると、伊達氏は最上氏に養子を出して完全な傀儡にしようと企み、村山地方の国人は伊達氏に対して次第に抵抗するようになっていった。これを見た義房が突如姿を現し再び反乱をおこすと、寒河江城主寒河江孝広や、天童城主天童頼長、成沢氏など有力国人が加担した。しかし、伊達稙宗は破竹の勢いで上山に侵攻し、義房は戦死してしまう。

### 死後
その後稙宗は山形・天童・高擶（たかだま）を落とすと、翌年寒河江氏を攻めて和議を結び傘下に加えた。この結果、最上氏および村山地方の国人は完全に伊達氏の影響下となるが、義房らの反乱は伊達氏にも影響を与えた。国人らの力を見た稙宗は最上氏に養子を出すことを諦め、最上氏一門中野氏の最上義守に家督を継がせることとなった。天文4年（1535年）子の義忠が高楯城を奪回し新たに上山城（月岡城）を築城した。義忠の孫の上山満兼の代に天正最上の乱が起こり最上義光と対立。乱の終結後の天正8年（1580年）義光に通じた家臣（一族か）の里見義近（越後）・里見民部父子によって殺害されたため、上山氏嫡流は途絶えた。